# Fria Ligan
Fria Ligan AB är ett svenskt förlag och spelstudio som ger ut rollspel och böcker. De har inga heltidsanställda och hade år 2020 en omsättning på 41 719 000 kr.

## Historik
Förlaget grundades i april 2011. Fria Ligan övertog i samband med avvecklingen av Järnringen Förlag samma år rättigheterna till science fiction-rollspelet Coriolis samt utvecklingsarbetet och rättigheterna till rollspelet Svavelvinter . Sedan 2015 ger förlaget även ut böcker.
Konstnären Simon Stålenhags böcker har finansierats via crowdfundingplattformen Kickstarter, där förlaget även genomfört en rad andra lyckade crowdfundingkampanjer.
Svavelvinter - Rollspel i Erik Granströms Trakorien släpptes 2012 och byggde på Erik Granströms fantasyromaner om den femte konfluxen.
Spelet om Morwhayle bygger på serietecknaren och författaren Peter Bergtings romaner om Morwhayle och lanserades som ett instegsrollspel för nybörjare och yngre spelare.
Under 2014 gav Fria Ligan under licens från Paradox Entertainment ut Mutant: År Noll, en ny version av det klassiska svenska postapokalyptiska rollspelet Mutant som först gavs ut 1984 av Äventyrsspel. Spelet innehöll texter av bland annat rollspelsveteranen Anders Blixt och författaren Anders Fager, som skrev en serie noveller som utspelar sig i samma värld. I september utannonserades en engelsk utgåva av spelet i samarbete med brittiska förlaget Modiphius Entertainment.
2018 gick det nya Järnringen Förlag (ett företag grundat av många av de gamla ägarna av Järnringen) med sitt rollspel Symbaroum upp i Fria Ligan.
Spindelkungen Förlag är ett imprint under Fria Ligan som ger ut konstruktörsägda indiependentspel.

### Drakar och Demoner
Den 31 augusti 2021 meddelade Fria Ligan att de förvärvat rättigheterna för varumärket Drakar och Demoner från Riot Minds och planerar att släppa en ny 12:e utgåva av spelet. Spelet kommer som tidigare versioner baseras på basic roleplaying. I samband med utgåvan planerar de även att återutge vissa klassiska äventyr såsom t.ex. Dimön och Döda skogen.
Inför Kickstarter-kampanjen för deras utgåva av Drakar och Demoner meddelande de att spelet för första gången även skall ges ut på engelska under namnet Dragonbane.

## Priser och utmärkelser
Fria ligan har tilldelats flera utmärkelser och priser för sin utgivning:
- Svavelvinter valdes till årets rollspel 2012 av tidningen Fenix läsare [8] och vann Guldgnomen för årets rollspel 2012 av rollspelsbloggen Boningen.[9]
- Spelet om Morwhayle valdes till årets rollspel 2013 av tidningen Fenix läsare[10] och vann Guldgnomen för årets rollspel 2013 av rollspelsbloggen Boningen.[11]
- Fria Ligan vann Guldgnomen för årets rollspelskonstruktör 2011[12], 2012 och 2013.
- Mutant: År Noll valdes till årets rollspel 2014 av tidningen Fenix läsare.
- Mutant: Year Zero nominerades till sex ENnies och vann silver i klassen bästa regler 2015. Spelet vann även pris som bästa rollspel på UK Games Expo 2014.
- Mutant: Genlab Alfa valdes till årets rollspel 2015 av tidningen Fenix läsare. Fria Ligan vann även priser för bästa omslag (Genlab Alfa), bästa regler (Genlab Alfa) bästa kartor, bästa supplement (Hotell Imperator), bästa monster och bästa Fenix-omslag (Genlab Alfa).
- Coriolis – Mörkret mellan stjärnorna vann guld som årets rollspel 2016 av tidningen Fenix läsare. Fria Ligan belönades med nio guld och sju silver på Fenix prisgala på Gothcon i april 2017, bl.a. för Bästa illustratör, bästa omslag, bästa Fenixomslag och bästa layout.
- Tales from the Loop vann fem guld-ENnies (Product of the Year, Best Game, Best Writing, Best Interior Art, Best Setting) på GenCon World RPG Award som delades ut i Atlanta, USA i augusti 2017.[13] Spelet vann även Golden Geek Award 2017.[14]
- Forbidden Lands vann två guld-ENnies och två silver-ENnies 2018[15]. Det valdes också till Best Roleplaying Game och People's Choice Award på UK Games Expo 2019 i Birmingham.
- Mörk borg vann 2020 tre guld-ENnies i kategorierna Product of the Year, Best Layout and Design samt Best Writing och en silver-ENnie i kategorin Best Game.[16]
- 2021 tilldelades Fria Ligan 8 Ennies och vann bland annat guld i tre kategorier för sitt spel Nordiska väsen (eng: Vaesen).[17]

## Crowdfunding
Fria Ligan har genomfört en rad internationellt sett framgångsrika crowdfundingkampanjer på plattformen Kickstarter.

### Genomförda crowdfundingkampanjer
| Kampanj                                                  | År   | Antal backare | Procent insamlat av målsumma | Insamlad summa |
| -------------------------------------------------------- | ---- | ------------- | ---------------------------- | -------------- |
| Tales from the Loop                                      | 2015 | 3890          | 3216%                        | 321 680 USD    |
| Coriolis - Mörkret mellan stjärnorna                     | 2015 | 481           | 876%                         | 438 210 SEK    |
| Mutant: Maskinarium                                      | 2015 | 746           | 976%                         | 488 369 SEK    |
| Mutant: Genlab Alpha                                     | 2016 | 1010          | 1510%                        | 755 002 SEK    |
| Oktoberlandet                                            | 2016 | 265           | 386%                         | 154 701 SEK    |
| Coriolis - The Third Horizon                             | 2016 | 1915          | 2467%                        | 1 233 547 SEK  |
| Nils Gulliksson - Illustrationer och skisser             | 2016 | 1016          | 738%                         | 738 867 SEK    |
| Mutant: Elysium                                          | 2016 | 718           | 1168%                        | 584 348 SEK    |
| Tales from the Loop RPG                                  | 2016 | 5600          | 3745%                        | 3 745 896 SEK  |
| Mutant: Mechatron                                        | 2017 | 1653          | 1178%                        | 1 178 366 SEK  |
| The Electric State                                       | 2017 | 5008          | 1556%                        | 3 112 511 SEK  |
| Forbidden Lands                                          | 2017 | 3399          | 2828%                        | 2 828 267 SEK  |
| Death is only the Beginning                              | 2018 | 424           | 260%                         | 130 072 SEK    |
| Emissary Lost                                            | 2018 | 1657          | 2238%                        | 1 119 447 SEK  |
| Crusader Kings The Board Game                            | 2018 | 6170          | 932%                         | 4 660 842 SEK  |
| Things from the Flood                                    | 2018 | 5842          | 4249%                        | 4 249 903 SEK  |
| Mutant: Elysium - Roleplaying Humanity's Final Fall      | 2018 | 1480          | 1163%                        | 1 163 217 SEK  |
| Mutant: Hindenburg                                       | 2019 | 1008          | 2253%                        | 1 126 913 SEK  |
| The Call of Cthulhu - Illustrated by Baranger            | 2019 | 1745          | 907%                         | 907 743 SEK    |
| Symbar - Mother of Darkness                              | 2019 | 1504          | 1570%                        | 1 570 958 SEK  |
| Forbidden Lands - The Bitter Reach Campaign and Reprint  | 2019 | 3586          | 2302%                        | 2 302 706 SEK  |
| Vaesen - Nordic Horror Roleplaying                       | 2019 | 3944          | 2717%                        | 2 717 353 SEK  |
| Tales from the loop - The board game                     | 2020 | 4008          | 679%                         | 3 397 396 SEK  |
| Twilight: 2000 – Roleplaying in the WWIII That Never Was | 2020 | 8073          | 5424%                        | 5 424 755 SEK  |
| The Labyrinth                                            | 2020 | 9090          | 2115%                        | 4 230 378 SEK  |
| The one ring - second edition                            | 2021 | 16 596        | 17070%                       | 17 070 638 SEK |
| Ruins of Symbaroum for 5E                                | 2021 | 4 396         | 2383%                        | 4 765 402 SEK  |
| Forbidden Lands RPG – Book of Beasts and The Bloodmarch  | 2021 | 4 339         | 3243%                        | 3 243 636 SEK  |
| Vaesen RPG – Mythic Britain & Ireland                    | 2022 | 15323         | 6450%                        | 6 450 173 SEK  |
| Blade Runner - the roleplaying game                      | 2022 | 15323         | 16513%                       | 16 513 148 SEK |

## Utgivna produkter

### Böcker
- Ur varselklotet – Simon Stålenhag (2014)
- Legenden om Morwhayle – Häxmästaren – Peter Bergting (2014)
- Den eviga nattens riddare - Mattias Johnsson (2014) - Utgivet av Järnringen (förlag) innan samangåendet med Fria ligan
- Kaknäs Sista Band och andra zonsagor - Anders Fager (2015)
- Tales from the Loop – Simon Stålenhag (2015)
- Flodskörden – Simon Stålenhag (2016)
- Det svarta hjärtats vilja - Mattias Johnsson (2015) - Utgivet av Järnringen (förlag) innan samangåendet med Fria ligan
- Things from the Flood – Simon Stålenhag (2016)
- Nils Gulliksson: Illustrationer och skisser - Orvar Säfström (2016)
- För gudinnan - Anders Fager (2017)
- Zonen vi ärvde - Fruktan (2017)
- Samlade svenska kulter - Anders Fager (2017)
- Passagen – Simon Stålenhag (2017)
- Electric State – Simon Stålenhag (2017)
- The Art of Symbaroum (2017) - Utgivet av Järnringen (förlag) innan samangåendet med Fria ligan
- Avgrund – Jeff VanderMeer (2018) - Svensk översättning av boken Annihilation.
- Döden är bara början – Gunilla Jonsson och Michael Petersén (2018)
- Cthulhu vaknar – H.P. Lovecraft & François Baranger (2018[19]) - Illustrerad svensk version av Lovecrafts bok The Call of Cthulhu.
- Urtidsbilder – Simon Stålenhag och Anna Davour (2019)
- The Call of Cthulhu – H.P. Lovecraft & François Baranger (2019) - Illustrerad version av Lovecrafts bok The Call of Cthulhu.
- De levande döda – Gunilla Jonsson & Michael Petersén (2020[20])
- Labyrinten – Simon Stålenhag (2020)
- The Labyrinth – Simon Stålenhag (2020)
- Vid Vansinnets Berg volym 1 (At the Mountains of Madness volume 1) (2020[21]) - Illustrerad version av H.P. Lovecrafts bok Vansinnets berg. Illustrerad av François Baranger.
- Vid Vansinnets Berg volym 2 (At the Mountains of Madness volume 2) (2021[22]) - Illustrerad version av H.P. Lovecrafts bok Vansinnets berg. Illustrerad av François Baranger

### Rollspel

#### Coriolis
Coriolis är ett sciencefiction-rollspel som utspelar sig i den tredje horisonten många tusen år i framtiden. Stor inspirationskälla är Tusen och en natt. Första utgåvan gavs ut av Järnringen och togs över av Fria Ligan i samband med att Järnringen lade ner sin verksamhet 2012. Baseras på spelsystemet "År Noll".

#### Svavelvinter
Svavelvinter är ett rollspel baserat på Erik Granströms bokserie i Krönikan om den femte konfluxen som i sin tur baseras på rollspelsäventyren i konfluxsviten. Utvecklingen av svavelvinter-rollspelet påbörjades under Järnringens tid och togs över i samband med Fria Ligans skapande.

#### Mutant: År Noll
Mutant: År Noll är en ny version av det klassiska svenska rollspelet Mutant. De olika expansionerna är i sig fristående spel med en sammanhållen berättelse som spänner över samtliga. Utgivet på både svenska och engelska.  Baseras på spelsystemet "År Noll".

#### Symbaroum
Symbaroum är ett mörkt fantasyrollspel som ursprungligen gavs ut av det omstartade förlaget Järnringen, och togs in under Fria Ligans namn i samband med de två företagens samangående.  
- Yndaros - The Darkest Star (2018) - Äventyr, den första utgåvan av Symbaroum under Fria Ligans namn
- Symbaroum - Äventyrspaket 4 (2019[23]) - Äventyr
- Symbar - Mörkrets moder (2020[24]) - Äventyr och fjärde delen i kampanjen Törnekronan. Utgiven på engelska med namnet Mother of Darkness, 2020
- Alberetor - härjat hemland (2021[25]) - Äventyr och femte delen i kampanjen Törnekronan. Utgiven på engelska med namnet Alberetor - The Haunted Waste, 2021

#### Oktoberlandet
Oktoberlandet är ett rollspel i en blandning av urban fantasy, steampunk och ryska revolutionen. Den första utgåvan skapades av Christian Mehrstam. Denna andra och omdesignade utgåva är skapad av Christian Mehrstam (spelvärldstexter och koncept), Karl Bergström (regler), Nils Hintze (äventyr) och Johan Nohr (layout).
- Oktoberlandet: andra utgåvan (2016[26])
- Den sista najaden (2017[27]) - Äventyr

#### Ur varselklotet
Ur varselklotet är ett rollspel som baseras på Simon Stålenhags böcker Ur varselklotet och Flodskörden. Skapandet av det första spelet var ett delmål av gräsrotsfinansieringen för boken Ur varselklotet.
- Ur varselklotet (2017)
- Tales from the Loop (2017)
- Spelledarskärm (2017[28])
- Våra vänner maskinerna och andra mysterier (2017[29]) - Äventyr
- Our Friends The Machines and Other Mysteries (2017) - Äventyr, engelska utgåvan av Våra vänner maskinerna och andra mysterier
- Kronografens hemlighet (2019[30]) - Äventyr
- Out of Time (2019) - Äventyr, engelska utgåvan av Kronografens hemlighet
- Flodskörden (2019[31])
- Things from the Flood (2019)
- Spelledarskärm, flodskörden (2019[32])

#### Alien
Ett rollspel baserat på filmserien Alien (franchise) på licens från 20th century fox. 
- Alien - The Roleplaying Game (2019[33])
- Chariot of the Gods (2019[34]) - Äventyr
- Destroyer of Worlds (2020) - Äventyr
- The Colonial Marines Operations Manual (2021) - Speltillbehör som utforskar Colonial Marines.

#### Mörk borg
Mörk borg beskrivs som ett konstpunkigt nattsvart, apokalyptiskt fantasyrollspel med förlorade själar. Spelet är ett OSR-rollspel med fokus på en genomarbetad layout inspirerat från Doom metal. Utgivet under varumärket Free League Workshop.
- Mörk Borg (2020[35]) - Grundregler. Utgivet på svenska och engelska.

#### Svärdets sång
Svärdets sång är ett rollspel som vänder på perspektivet att rollpersoner gör uppdrag till att fokusera på utforskande av världen. Uppkom som ett delmål av gräsrotsfinansieringen av Nils Gulliksson: Illustrationer och skisser. Utgivet på svenska och engelska. Baseras på spelsystemet "År Noll" . Spelet ges ut på svenska och engelska med den engelska titeln Forbidden Lands.
- Svärdets sång (2018[36]) - Grundregelbox
- Spelledarskärm (2018[37]) - Speltillbehör
- Forbidden Lands (2018) - Grundregler, engesla utgåvan
- Korpens klagan (2018[38]) - Äventyr
- Raven's Purge (2018) - Äventyr, engelska utgåvan av Korpens klagan
- Quetzels torn (2018[39]) - Äventyr
- Quetzel's Spire (2018) - Äventyr, engelska utgåvan av Quetzels torn
- Bittermarken (2020[40]) - Kampanjmaterial
- The Bitter Reach (2020) - Kampanjmaterial, engelska utgåvan av Bittermarken
- Den mellifierade magikern (2020[41]) - Äventyr
- The Mellifed Mage (2020) - Äventyr, den engelska utgåvan av Den mellifierade magikern

#### Spelet om Morwhayle
Spelet om Morwhayle är ett fantsyrollspel som baseras på Peter Bergtings böcker i Morwhayle.
- Spelet om Morwhayle (2013[42])

#### Nordiska väsen
Nordiska väsen är ett skräckrollspel som utspelar sig i norden under 1800-talet. Spelet baserat på den illustrerade boken Nordiska väsen av Johan Egerkrans. Utgivet på både svenska och engelska och baseras på systemet År Noll. 

#### Mutant: Hindenburg
Mutant: Hindenburg utspelar sig ca 25 år efter händelserna i Mutant: År Noll. Spelet bygger vidare på Mutant, Mutant: Undergångens arvtagare samt Mutant: År Noll och knyter ihop allt till en storslagen och episk berättelse. Baseras på spelsystemet "År Noll".

#### Twilight: 2000
Twilight: 2000 är ett klassiskt efter-katastrofen-rollspel som gavs ut i sin första utgåva 1984 som från och med den fjärde versionen ges ut av Fria Ligan. Den nya utgåvan använder regelmekaniker från Svärdets Sång och Mutant: År Noll och ges ut enbart på engelska. Spelet innehåller två settings för spel efter tredje världskriget, i Polen och Sverige. Spelet gräsrotsfinansierades via Kickstarter. 

#### The one ring
The one ring roleplaying game är ett rollspel i Sagan om ringens värld utgivet från andra utgåvan av Fria Ligan. 
- The one ring: core rules (2022[43])
- The one ring: starter set (2022)
- Loremaster’s screen (2022)
- Rivendell Compendium (2022)

### Brädspel
- Crusader Kings: The Board Game (2019) - Ett brädspel utgivet i samarbete med Paradox Interactive baserat på dataspelet Crusader Kings.
- Tales from the loop: The Board Game (2021) - Ett brädspel som baseras på Simon Stålenhags världsbygge och rollspelet med samma namn.

### Spindelkungen Förlag
- Rotsystem (2014) - Ett postapokalyptiskt cyberpunkrollspel av Mikael Bergström.
- G - Som i Gängkrig  (2015[44]) - En modul som beskriver gängen i rotsystem.
- Dina ängder gröna (2016[45]) - En vildmarks- och utforskningsmodul till Rotsystem.
- Svärd & Svartkonst (2016[46])
- Kutulu, (2017[47])
- Naram Akaris ruiner (2018[48]) - Ett äventyr till Svärd & Svartkonst.
- Ett statligt ärende i norr: De försvunna soldaterna (2018[49]) - Ett äventyr till Kutulu